# Elisa Togut
Elisa Togut (née le 14 mai 1978 à Gorizia) est une joueuse italienne de volley-ball. Elle mesure 1,92 m et joue au poste de attaquante. Elle totalise 305 sélections en équipe d'Italie.

## Clubs
| Club                  | Pays   | De        | À         |
| --------------------- | ------ | --------- | --------- |
| Volley Modena         | Italie | 1994-1995 | 1995-1996 |
| Pallavolo Vignola     | Italie | 1996-1997 | 1996-1997 |
| Volley Modena         | Italie | 1997-1998 | 1997-1998 |
| Club Italia           | Italie | 1998-1999 | 1998-1999 |
| Busto Arsizio         | Italie | 1999-2000 | 1999-2000 |
| Volley Vicenza        | Italie | 2000-2001 | 2001-2002 |
| Monte Schiavo Jesi    | Italie | 2002-2003 | 2007-2008 |
| Sirio Perugia         | Italie | 2008-2009 | 2008-2009 |
| Crema Volley          | Italie | 2010-2011 | 2011-2012 |
| Cuatto Giaveno Volley | Italie | 2012-2013 | 2012-2013 |
| Pallavolo Pinerolo    | Italie | 2013-2014 | …         |

## Palmarès

### Équipe nationale
- Championnat du monde
  - Vainqueur : 2002.
- Championnat d'Europe
  - Finaliste : 2001, 2005.
- Grand Prix mondial
  - Finaliste : 2004.

### Clubs
- Coupe de la CEV
  - Vainqueur : 2001.
- Supercoupe d'Italie
  - Vainqueur: 2001.

### Récompenses individuelles
- Championnat du monde de volley-ball féminin 2002:MVP.